# Dragon Records
Dragon Records ist ein schwedisches Jazz-Label.
Dragon Records wurde 1975 von dem Journalisten Lars Westin (* 15. Oktober 1948; † 18. Oktober 2023) und dem Musiker Jan Wallgren gegründet. Westin war auch der Herausgeber der Zeitschrift Orkester Journalen. Er leitete später das Unternehmen mit dem Produzenten Leif Collin (* 1940). 
Dragon veröffentlichte mehrere hundert Alben von schwedischen Jazzmusikern wie Ulf Adåker, Lars Danielsson, Thore Jederby, Anders Jormin, Position Alpha, Lars Sjösten, Bobo Stenson, Johan Hörlén, Gilbert Holmström und Per Henrik Wallin (Coyote, 1998) und dokumentierte Live-Auftritte US-amerikanischer Musiker in Schweden. Internationale Aufmerksamkeit erlangte Dragon durch eine CD-Serie über Lars Gullins Aufnahmen aus den 1950er Jahren, an denen auch Lee Konitz, Jutta Hipp und Zoot Sims mitwirkten. Dragon veröffentlichte auch die Stockholm-Konzerte von Miles Davis mit John Coltrane, Thelonious Monk ( Live in Stockholm 1961) oder Sonny Stitt aus den Jahren 1960 und 1961 in einer 4-CDs umfassenden Edition.